# Кукхоф, Адам
Адам Кукхоф (нем. Adam Kuckhoff; 30 августа 1887, Ахен, Германия — 5 августа 1943, Берлин, Германия) — немецкий писатель, драматург и режиссёр, антифашист, участник движения Сопротивления во время Второй мировой войны.

## Биография

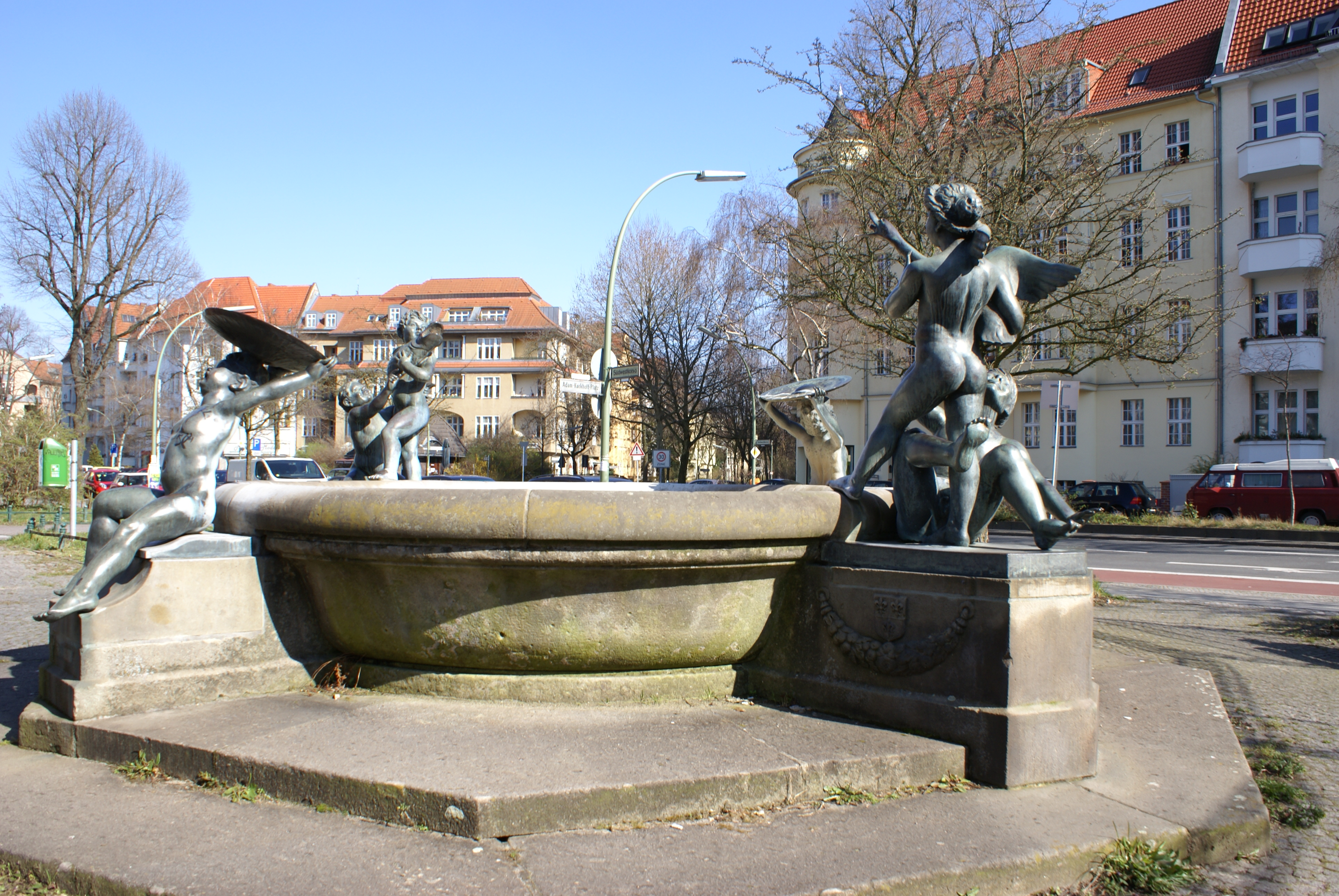
Площадь Адама Кукхофа в Берлине

Адам Кукхоф родился 30 августа 1887 года в Ахене, в Германской империи в семье фабрикантов Бернхарда и Вильгельмины Кукхоф. В 1906 году в Ахене окончил гимназию Кайзера Карла. Изучал право, германистику, историю и философию в университетах Фрайбурга-Брайсгау, Мюнхена, Гейдельберга, Берлина и Галле-Заале. В 1912 году в университете Галле-Заале защитил диссертацию «Шиллеровская теория трагедии до 1784 года», посвященную творчеству Фридриха Шиллера, и получил степень доктора философии.
В 1913 году окончил театральное училище Луи Дюмона в Дюссельдорфе, освоив профессии актёра и ассистента режиссёра. Приветствовал начало Первой мировой войны, но, видя её ужасные последствия, стал убеждённым пацифистом. С 1918 года был членом Независимой социал-демократической партии Германии (USPD).

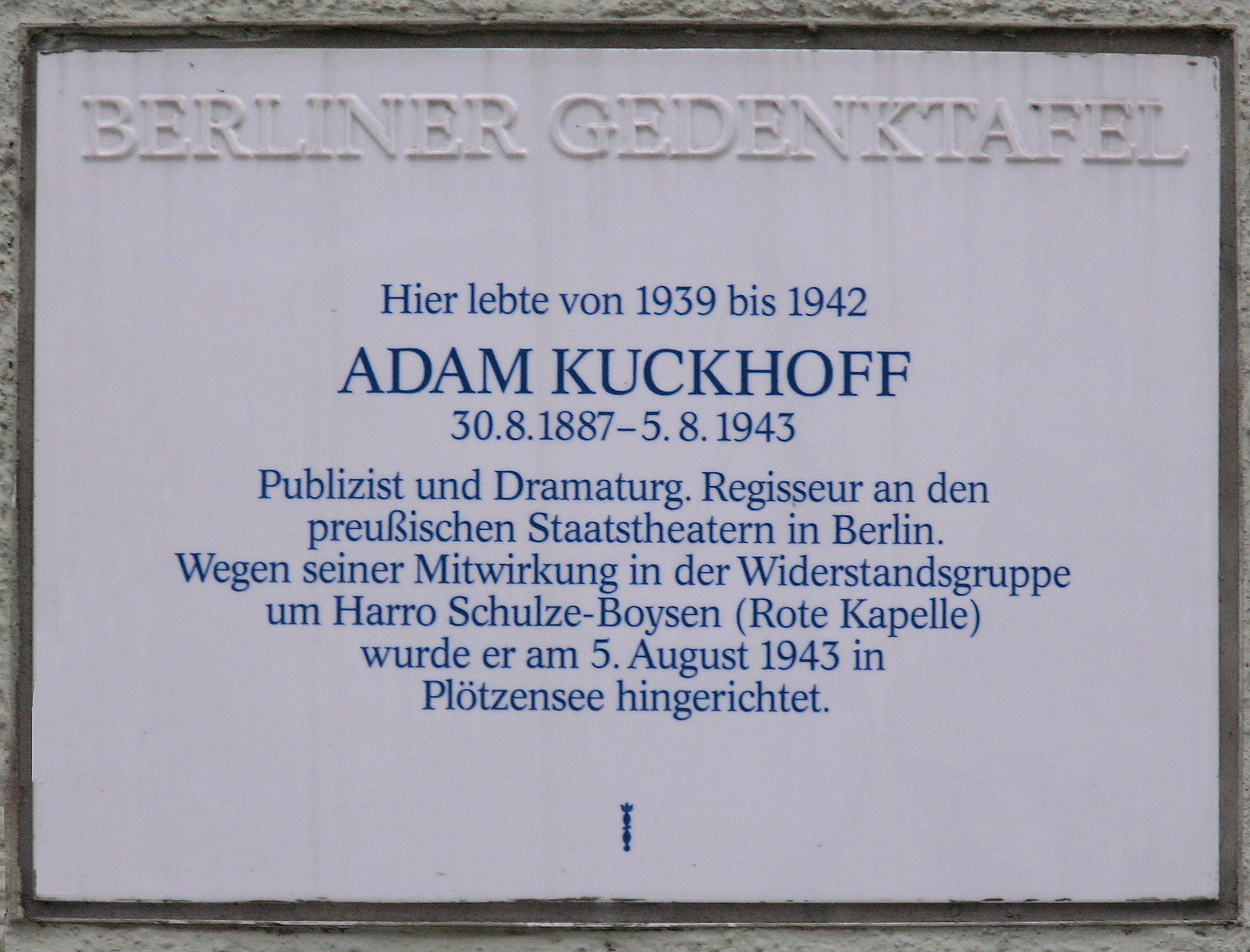
Мемориальная доска в память об Адаме Кукхофе в Берлине.

С 1917 по 1920 год как драматург служил в «Neuen Theater» во Франкфурте-на-Майне. В этом же городе с 1920 по 1923 год был режиссёром в Художественном театре, где познакомился с молодым Гюнтером Хянелем и подружился с актёром Гансом Отто, женившимся на первой жене Адама, актрисе Ми Паулун и воспитывавшего его сына Армин-Герда.
Между 1927 и 1929 годами был редактором журнала Die Tat («Дело»). Его представления о леволиберальной тенденции развития журнала встретили непонимание со стороны консервативного правления издательства, и он был вынужден покинуть свой пост редактора. С 1930 года служил как драматург в Государственном театре в Берлине. После 1933 года работал внештатным редактором и независимым журналистом.

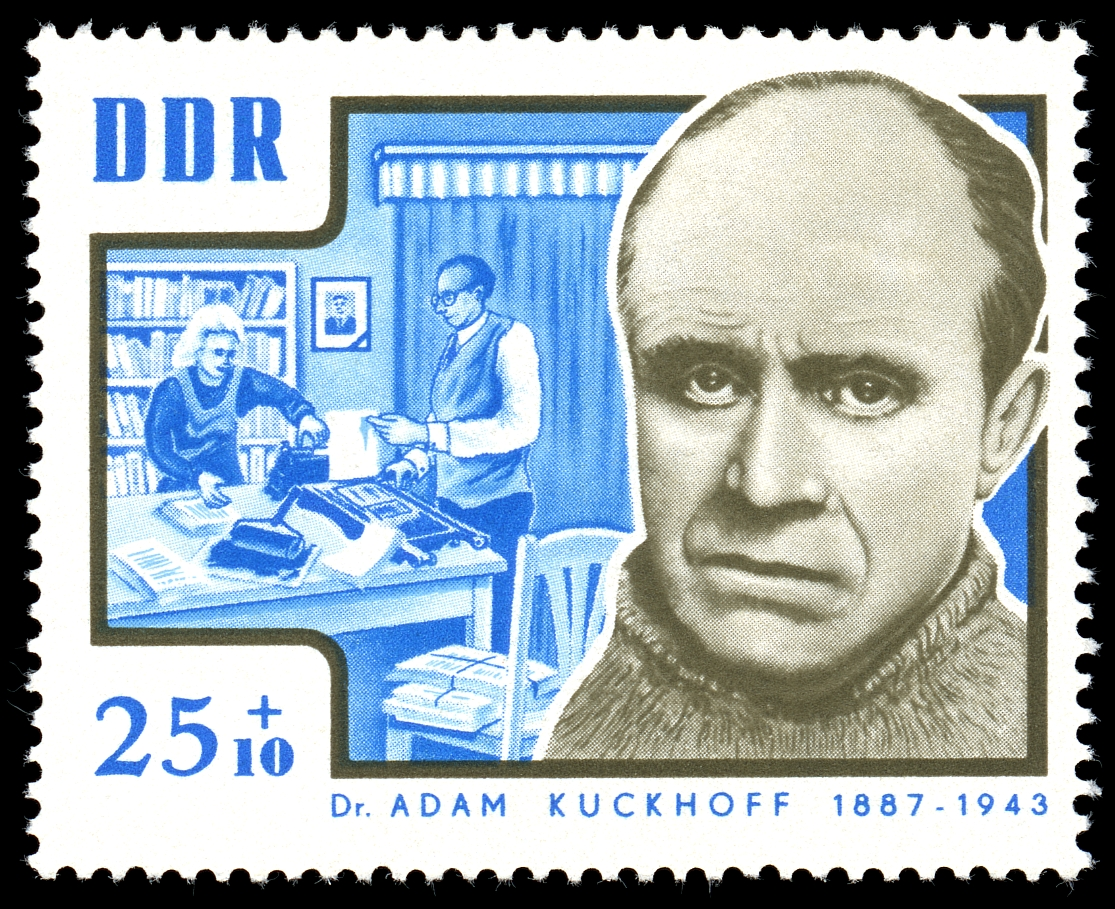
Марка ГДР с изображением Кукхофа

С 1925 по 1932 год вёл разные передачи на радио, особенно на SWR Франкфурт. Перу Адама Кукхофа принадлежит ряд пьес, романов, рассказов, эссе и стихотворений. Большая часть произведений была написана им во время Веймарской республики. Во времена Третьего рейха он создал антифашистские романы «Der Deutsche von Bayencourt» и «Strogany und die Vermißten». Многие его сочинения были изданы посмертно.
С приходом нацистов к власти в Германии искал контакты с борцами движения Сопротивления. В 1937 году женился на Грете Лорке, от которой имел дочь Уле. Вместе с женой вступил в контакт с берлинской группой движения Сопротивления под руководством Арвида Харнака. С началом Второй мировой войны участвовал в издании антинацистских брошюр и подпольного журнала «Die innere Front» («Внутренний фронт»).

### Арест и казнь
12 сентября 1942 года был арестован гестапо в Праге. В феврале 1943 года Имперский военный трибунал признал его виновным в государственной измене и приговорил к смертной казни. Адам Кукхоф был повешен 5 августа 1943 года в тюрьме Плётцензее в Берлине.

### Избранные сочинения
- Schillers Theorie des Tragischen bis zum Jahre 1784
- Scherry
- Wetter veränderlich! (совместно с Ойгеном Гюрстером)
- Disziplin
- Till Eulenspiegel
- Der Deutsche von Bayencourt
- Strogany und die Vermißten (совместно с Петером Тарином)

## Награды
- орден Красного Знамени (06.10.1969, посмертно)[3]

### Память
После 1945 года в ГДР Адам Кукхоф был официально признан активным участником движения Сопротивления в Германии. На месте его последнего адреса в Берлин-Фриденау установлена памятная плита.
В 1971 году в фильме «Красная капелла» образ разведчика воплотил Хорст Шульце.